# Georges Dubois (Skilangläufer)
Georges Dubois (* 19. Mai 1935 in La Chaux-de-Fonds; † 8. September 2018 ebenda) war ein Schweizer Skilangläufer.
Dubois, der als Landwirt tätig war, startete zunächst in der Nordischen Kombination und errang bei den Schweizer Meisterschaften 1956 den achten Platz und bei den Schweizer Meisterschaften 1958 den fünften Platz. Im Skilanglauf kam er bei den Schweizer Meisterschaften 1960 im Flims auf den sechsten Platz über 50 km, bei den Schweizer Meisterschaften 1961 auf den achten Platz über 15 km sowie auf den siebten Rang über 30 km und bei den Schweizer Meisterschaften 1962 auf den siebten Platz über 50 km. Im Jahr 1963 erreichte er in Gonten mit dem dritten Platz über 50 km sein bestes Ergebnis bei Schweizer Meisterschaften. Bei seiner einzigen Teilnahme an Olympischen Winterspielen im Februar 1964 in Innsbruck belegte er den 39. Platz über 30 km und den 31. Rang über 50 km. In seiner letzten aktiven Saison 1964/65 wurde er bei den Schweizer Meisterschaften 1965 in Kandersteg Zehnter über 15 km und Vierter in der Nordischen Kombination.